# Taro (Fluss)
Der Taro (lateinisch Tarus) ist ein nicht schiffbarer Fluss in Norditalien. Er entspringt am Monte Penna im Apennin, durchquert die Po-Ebene, bis er nach 126 Kilometern nördlich von Parma in den Po mündet. Hauptsächlich durchfließt er dabei die Provinz Parma in der Region Emilia-Romagna. Auf der Höhe von Fornovo di Taro fließt der Ceno in den Taro.
Etwa fünf Kilometer westlich von Parma wird der Fluss von der Staatsstraße 9 gequert.
Nach der Eroberung Italiens durch Napoleon Bonaparte richteten die Franzosen 1808 „Départment Taro“ ein. Das Départment bestand bis 1814.
Der etwa 20 Kilometer lange Flussabschnitt zwischen Fornovo di Taro und Ponte Taro bei Noceto wurde 1988 zum Naturschutzgebiet „Parco Taro“ erklärt. Das Gebiet ist durch zahlreiche Sandinseln geprägt, die eine einzigartige Flora und Fauna beheimaten.